# Saarde (commune)
Saarde est une commune rurale d'Estonie, située dans le comté de Pärnu. Son chef-lieu est Kilingi-Nõmme.

## Géographie
La commune s'étend sur 1 065 km2 au sud-ouest du pays et est frontalière de la Lettonie au sud.
Son territoire abrite les espaces naturels protégés de Nigula, Rongu et Sookuninga, couverts de forêts et de lacs.

### Subdivisions
La commune comprend la ville de Kilingi-Nõmme, le bourg de Tihemetsa, ainsi que les villages d'Allikukivi, Jaamaküla, Jäärja, Kalda, Kalita, Kamali, Kanaküla, Kärsu, Kikepera, Kõveri, Lähma, Laiksaare, Lanksaare, Leipste, Lodja, Marana, Marina, Metsaääre, Mustla, Oissaare, Pihke, Rabaküla, Reinse, Reinu, Ristiküla, Saarde, Saunametsa, Sigaste, Surju, Tali, Tõlla, Tuuliku, Väljaküla, Veelikse et Viisireiu.

## Histoire
La municipalité de Saarde est créée le 10 octobre 1991. Elle fusionne avec la commune de Tali et la ville de Kilingi-Nõmme le 16 octobre 2005. Enfin, lors de la réorganisation administrative de 2017, Saarde agrandit son territoire en fusionnant avec la commune de Surju.

## Démographie
La population s'élevait à 4 145 habitants en 2012 et à 4 455 habitants en 2021.